# Cyrille Verbrugge
Cyrille Verbrugge (Mouscron, 9 novembre 1866 – Anversa, 4 maggio 1929) è stato uno schermidore belga, vincitore di due medaglie d'oro nella scherma ai giochi intermedi di Atene del 1906 (non riconosciuti dal CIO).